# Bird Soldier -Dark Cloud-
Bird Soldier -DARK CLOUD- (超光部隊バードソルジャー ＤＡＲＫ ＣＬＯＵＤ) es una película japonesa, del 22 de septiembre de 2006, producida por Zen Pictures. Es una película del género tokusatsu, de acción y aventuras, con artes marciales, protagonizado por Hiroko Ishii, Shizuko Takaoka, Miho Nagata, y dirigida por Toru Kikkawa. 
El idioma es en japonés, pero también está disponible con subtítulos en inglés, en DVD o descargable por internet.

## Argumento
Un meteorito cae sobre la ciudad de Yamanaka. Este meteorito ha depositado en la tierra, el huevo de un insecto espacial que estaba adherido a él. Poco a poco, se expandirá una plaga de este tipo de insectos sobre la Tierra. Las Naciones Unidas, que secretamente mantiene el temor de lo sucedido, organiza una fuerza de élite llamada Bird Soldier, compuesto por cinco luchadores.

## Películas de las heroínas Bird Soldier
- Bird Soldier -Dark Cloud- (2006)
- Bird Soldier -Bright Sky- (2006)
- Bird Soldier -Rising- (2007)
- Bird Soldier -Sunset- (2007)
- Science Team Bird Soldier White (2008)
- Bird Pink in Crisis (2009)